# Cardiocondyla carbonaria
Cardiocondyla carbonaria är en myrart som beskrevs av Auguste-Henri Forel 1907. Cardiocondyla carbonaria ingår i släktet Cardiocondyla och familjen myror. Inga underarter finns listade.